# Die Theorie von Allem
Die Theorie von Allem (alternative Schreibweise: Die Theorie von allem, englischer Titel The Universal Theory) ist ein Thriller von Timm Kröger aus dem Jahr 2023. Der in Schwarzweiß konzipierte Film ist in den 1960er-Jahren angesiedelt und berichtet von einem Physik-Kongress in den Schweizer Alpen. Die Hauptrollen übernahmen Jan Bülow, Olivia Ross und Hanns Zischler.
Die deutsch-österreichisch-schweizerische Koproduktion wurde Anfang September beim Filmfestival von Venedig uraufgeführt. Der deutsche Kinostart war am 26. Oktober 2023, in Österreich kam der Film am 10. November 2023 in die Kinos.

## Handlung
Der Film beginnt mit einer Sequenz in Farbe: 1974 tritt der – im Vergleich zur Haupthandlung des Jahres 1962 – gealterte Protagonist in einer Talkshow auf. Er wird zu seinem phantastischen Roman befragt, von dem er beharrlich behauptet, dies sei Wirklichkeit. Er erntet Unverständnis und verlässt desillusioniert die Talkshow.
Die Haupthandlung setzt mit einer Zugfahrt in die Schweizer Alpen im Jahr 1962 ein, nun in schwarz-weiß: der junge Wissenschaftler Johannes Leinert reist mit seinem Doktorvater Julius Strathen zu einem physikalischen Kongress im Hotel Esplanade. Mit Spannung erwartet wird ein bahnbrechender Vortrag eines iranischen Wissenschaftlers zum Thema Quantenmechanik. Johannes selber schreibt an einer Doktorarbeit, in der er wagemutig bereits skizzenhaft eine „Theorie von Allem“ vor sich sieht. Es fehlt jedoch noch an Vielem. Sein Doktorvater hält nichts von seinen Versuchen.
Der Referent der Tagung verspätet sich. Die feine Gesellschaft versucht sich mit geistreichen Dinnerpartys und eleganten Ski-Ausflügen die Wartezeit zu vertreiben. Johannes macht dabei Bekanntschaft mit der Pianistin Karin Hönig. Die geheimnisvolle Frau scheint über ihn gut informiert zu sein. Einer der Physiker wird auf grausame Weise getötet. Dies ruft zwei Ermittler auf den Plan, die davon überzeugt sind, in einer Mordsache zu ermitteln.
Als eine bizarre Wolkenformation am Himmel erscheint, verschwindet Karin spurlos. Johannes vermutet des Rätsels Lösung in der Tiefe des Berges zu finden. Vor ihm haben schon ein Junge und ein Mädchen die unterirdischen Tunnel gefunden, in denen sich scheinbar Männer mit dunklen Mänteln und schwarzen Hüten aufhalten bzw. in ihnen auf seltsame Weise verschwinden. Früher wurde in den Stollen Uran abgebaut. Schließlich gelangt auch Johannes hinein. Er gelangt an einen mysteriösen Ort, an dem sich Übernatürliches abzuspielen scheint. In einer Art Showdown wird er von Karin getötet, die Teil der seltsamen Vorgänge zu sein scheint.
Die Handlung des Films geht jedoch weiter. Johannes reist ab und trifft zu Hause auf seine tot geglaubte Mutter – hatte er geträumt oder existieren verschiedene Realitäten? Seine Theorie findet in der Wissenschaft keinen Anklang, während er sein Leben lang daran glaubt, auf etwas gestoßen zu sein, sowohl theoretisch als auch in den Ereignissen um das Hotel Esplanade. Er kehrt schließlich in den Ort zurück; das kleine Mädchen von einst ist eine junge Frau geworden; sie kann sich an die Ereignisse nicht erinnern oder hat sie verdrängt. Die beiden werden ein Paar, Eltern einer Tochter. Johannes verfolgt weiter seinen einmal eingeschlagenen Lebenspfad, hält alles andere hintanstellend an seiner Suche nach Hinweisen und Beweisen fest, sodass ihn seine Partnerin schließlich verlässt. Er stirbt als Alkoholkranker. Zuvor hatte er ein Grab mit dem Namen der geheimnisvollen Frau entdeckt, glaubte auf einem rauschenden Tonband ihr Klavierspiel herauszuhören.

## Produktion und Hintergrund
Die Dreharbeiten fanden an 30 Drehtagen vom 10. Januar 2022 bis zum 21. Februar 2022 in Österreich (Osttirol und Niederösterreich) und Deutschland (Thüringen, Sachsen-Anhalt, Berlin-Brandenburg) statt. Drehort war unter anderem das Südbahnhotel.
Produziert wurde der Film von der Leipziger Ma.ja.de. Filmproduktions GmbH (Produzenten Heino Deckert, Tina Börner), der Berliner The Barricades (Viktoria Stolpe und Timm Kröger), der Wiener PANAMA Film KG (Produzenten Lixi Frank und David Bohun) und der Züricher Catpics AG, beteiligt waren der ORF, das ZDF, die SRG und Arte. Unterstützt wurde die Produktion vom Österreichischen Filminstitut, vom Filmfonds Wien, von FISA Filmstandort Austria, vom Schweizer Bundesamt für Kultur, der Zürcher Filmstiftung, vom Deutschen Filmförderfonds DFFF, der FFA Filmförderungsanstalt, dem Medienboard Berlin-Brandenburg und der Mitteldeutschen Medienförderung.
Die Kamera führte Roland Stuprich, die Montage verantwortete Jann Anderegg und das Casting Ulrike Müller. Den Ton gestaltete Johannes Schmelzer-Ziringer, das Kostümbild Pola Kardum, das Szenenbild Cosima Vellenzer und die Maske Virginie Thomann. Die Musik schrieb Diego Ramos. Das Soundtrack-Album wurde im Dezember 2023 von Oscilloscope Laboratories veröffentlicht.

## Veröffentlichung
Die Premiere erfolgte am 3. September 2023 bei den 80. Filmfestspielen von Venedig, wo der Film (internationaler Titel: The Universal Theory) in den Hauptwettbewerb eingeladen wurde.
Ein regulärer Kinostart in Deutschland fand ab 26. Oktober 2023 im Verleih von Neue Visionen statt. In Österreich kam der Film am 10. November 2023 in die Kinos.

## Auszeichnungen
Für Die Theorie von Allem erhielt Filmemacher Timm Kröger seine erste Einladung in den Wettbewerb um den Goldenen Löwen, den Hauptpreis des Filmfestivals von Venedig.
Beim französischen Utopiales-Festival für Science-Fiction-Filme gewann der Film den Preis der Jury.
Darüber hinaus folgten sechs Nominierungen beim Deutschen Filmpreis 2024, darunter in den Kategorien Spielfilm und Regie. Ausgezeichnet wurde die Kameraarbeit von Roland Stuprich und die visuellen Effekte von Kariem Saleh und Adrian Meyer.